# Władimir Jaszczenko
Władimir Jaszczenko (ur. 12 stycznia 1959, zm. 30 listopada 1999) – ukraiński lekkoatleta specjalizujący się w skoku wzwyż, który startował w reprezentacji Związku Radzieckiego.

## Kariera
Jaszczenko największe sukcesy odniósł jeszcze jako junior. W 1977 został mistrzem Europy juniorów, a rok później zdobył tytuł mistrza Europy seniorów. Dwa razy stawał na najwyższym stopniu podium halowych mistrzostw Starego Kontynentu (1978 i 1979). Trzykrotnie poprawiał rekord świata – pierwszy raz sztuka ta udała mu się w roku 1977 w Richmond podczas meczu juniorów USA–ZSRR – jest on ostatnim rekordzistą świata skaczącym stylem przerzutowym. W 1979 roku doznał poważnego urazu kolana i w wieku 20 lat był zmuszony przerwać świetnie rozpoczętą karierę. Zmarł w wieku 40 lat na raka wątroby. 
Rekord życiowy: stadion – 2,34 m (16 czerwca 1978, Tbilisi); hala – 2,35 m (12 marca 1978, Mediolan).
Matka Jaszczenki była Polką.

## Osiągnięcia
| Rok  | Impreza                     | Miejsce  | Pozycja    | Wynik |
| ---- | --------------------------- | -------- | ---------- | ----- |
| 1977 | Mistrzostwa Europy juniorów | Donieck  | 1. miejsce | 2,20  |
| 1978 | Halowe mistrzostwa Europy   | Mediolan | 1. miejsce | 2,35  |
| 1978 | Mistrzostwa Europy          | Praga    | 1. miejsce | 2,30  |
| 1978 | Puchar Narodów              | Tokio    | 1. miejsce | 2,28  |
| 1979 | Halowe mistrzostwa Europy   | Wiedeń   | 1. miejsce | 2,26  |